# Ніфонт (митрополит Галицький)
Ніфонт Галицький — перший митрополит Галицький (1303–1305), очільник новоствореної Галицької митрополії, заснованої з ініціативи галицько-волинських князів як спроба утвердити церковну автономію західноруських земель у відповідь на зміщення центру Київської митрополії до Володимира-на-Клязьмі. За походженням імовірно був греком.

## Історичний контекст
Унаслідок монгольської навали середини XIII століття Київська митрополія опинилася в умовах політичної дезінтеграції. Три державні утворення — Золотоординська Русь, Галицько-Волинське князівство та Велике князівство Литовське — вступили у змагання за право мати власного митрополита. Під тиском Золотої Орди київські митрополити перенесли свою резиденцію до Володимира-на-Клязьмі, а згодом — до Москви. Це викликало невдоволення серед західноруської знаті, яка вбачала в такому розвитку подій порушення традиційної церковної юрисдикції.
У відповідь король Русі Юрій І Львович домігся в Константинопольського патріарха Афанасія І дозволу на створення Галицької митрополії. Її утворення у 1303 році отримало офіційне визнання, а до її складу ввійшли єпархії Перемишльська, Володимирська (Волинська), Луцька, Холмська, Турівська та, ймовірно, Пінська.

## Обрання і служіння
Першим митрополитом новоутвореної структури було призначено Ніфонта, який до того часу, ймовірно, обіймав єпископську посаду в одній із єпархій митрополії (припускають, що у Перемишлі або Луцьку). Його висвячення у Константинополі відбулося невдовзі після офіційного затвердження митрополії.
У джерелах немає детального опису діяльності митрополита Ніфонта, однак його постать відіграє принципове значення як засновника галицької митрополичої традиції, яка мала бути рівноцінною до золотоординської митрополії.
Служіння Ніфонта тривало недовго — орієнтовно до 1305 року, коли він, імовірно, помер. Його смерть залишила митрополичу кафедру вакантною, що ускладнило становище Галицької митрополії в умовах зростаючого впливу Москви.

## Політичне значення
Постать митрополита Ніфонта має передусім символічне значення в історії православної церкви на українських землях. Його поставлення ознаменувало перший успішний акт формального канонічного відокремлення частини Київської митрополії, санкціонований Константинополем.
На відміну від подальших спроб відновлення митрополії, поставлення Ніфонта відбулося у сприятливих умовах дипломатичної активності Галицько-Волинської держави, яка ще зберігала відносну політичну стабільність.
Проте після його смерті подальші спроби призначити наступника зазнали ускладнень: зокрема, Петро Ратенський, направлений князями на висвячення як новий митрополит Галицький, був висвячений Константинополем як митрополит усієї Русі, що фактично означало припинення визнання окремої Галицької митрополії.

## Значення
Ніфонт був не лише першим митрополитом новоствореної церковної провінції, але й уособленням прагнення галицько-волинської еліти до церковної самостійності. Його обрання за підтримки світської влади і визнання Константинополем стали прецедентом для подальших спроб сформувати автономні православні структури на західноруських землях.